# Godfrey Way Mitchell
Pour les articles homonymes, voir Mitchell.
Godfrey Way Mitchell (31 octobre 1891 - 9 décembre 1982) est un ingénieur et entrepreneur anglais qui a fait de l'entreprise de construction George Wimpey une entreprise florissante.

## Biographie
Né à Peckham et éduqué à l'école des Haberdashers' Aske's Hatcham College (en) à Hatcham (en), Godfrey Mitchell a rejoint Rowe & Mitchell, l'entreprise d'extraction en carrière de son père à Alderney, après avoir quitté l'école. Il devint officier du Royal Engineers en 1916 et servit en France, exploitant des carrières dans le Pas-de-Calais avec des prisonniers allemands.
Après sa démobilisation, il retourna en Angleterre et acquit George Wimpey. Il transforma cette petite entreprise de construction en une entreprise florissante qui exploitait le besoin de nouveaux logements après la Première Guerre mondiale. Il fut président de la compagnie de 1930 à 1973 et président à vie de 1973 jusqu'à sa mort.
Joueur de cricket amateur, il a également été membre de la vénérable Worshipful Company of Paviors (en) en 1948.
Godfrey Mitchell a été fait chevalier en 1948. En 1957, il devint membre du Restrictive Trade Practices Act 1956 (en).
Il est décédé à Beaconsfield en 1982.
Il était l'oncle de Peter D. Mitchell, lauréat du prix Nobel de chimie.